# Turia (fiume)

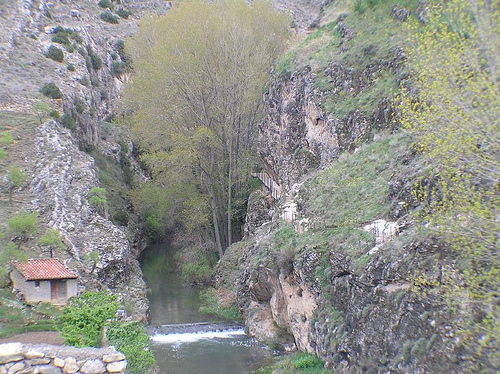
Il Turia, nella Sierra de Albarracín (Teruel), dove è conosciuto come fiume Guadalaviar.

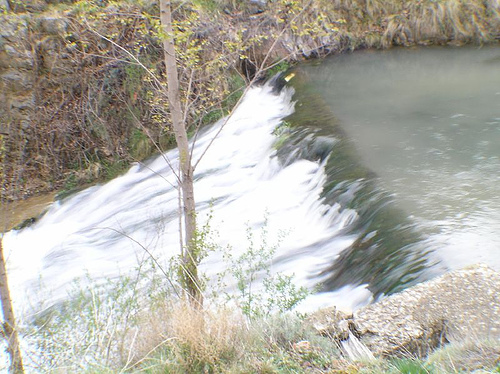
Altra vista del Turia nella Sierra de Albarracín.

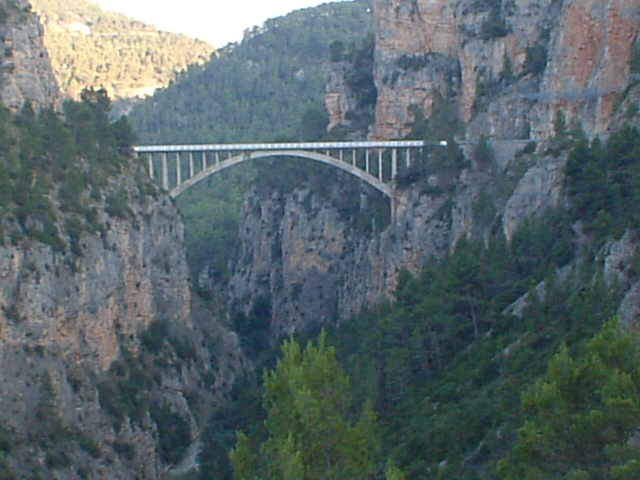
Ponte sul fiume Turia a Las Rinconadas (Santa Cruz de Moya).

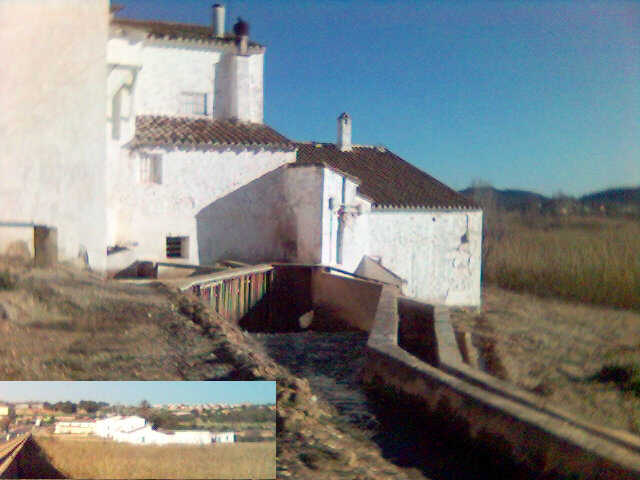
Mulino ad acqua, che sfrutta la corrente del fiume (Villamarchante).

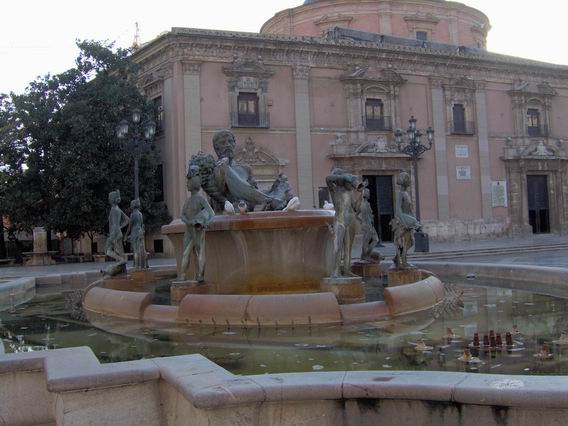
Monumento al fiume Turia nella plaza de la Virgen di Valencia.

Il Turia, chiamato anche Guadalaviar, è un fiume situato nella parte orientale della Penisola iberica, in Spagna. Nasce nella Muela de San Juan, nel comune di Guadalaviar, nella zona dei Monti Universali, Sierra de Albarracín (Teruel). È stato chiamato Guadalaviar (wadi al biad 'fiume bianco') dal X secolo, così come attualmente nel suo primo tratto fino alla confluenza con il fiume Alfambra (al-Ħamrā 'il rosso') nella città di Teruel. A partire da questa città, le acque del fiume cambiano colore, colorate dalle rosse acque dell'Alfambra. Sbocca nel Mar Mediterraneo a Valencia dopo 280 km di percorso.
Forse in epoca preromana fu conosciuto come Tirio, prendendo nome dalla città ibera di Tiris, vicina alla foce, però a oggi non si è localizzato il luogo geografico a cui allude questo toponimo.
(Rufo Festo Avieno, Ora maritima, 477.)
In un testo latino del quarto secolo. attribuito ad Agostino d'Ippona, il De Grammaticasi nomina il Turia per riferire che secondo Sallustio  Thuria è il solo nome latino neutro singolare che termina in a .
(Agostino d'Ippona, De Gramatica)

## Topografia del fiume
Questo è un caratteristico fiume mediterraneo, con grandi differenze di portata nelle distinte epoche dell'anno. Gli apporti idrici sono prodotti principalmente da torrenti e canyon originati dal disgelo nella zona della sorgente e dalle forti tormente che si producono nel bacino idrografico.
Per le loro peculiarità, tanto per i loro differenziati aspetti idrografici come per le differenze di portata idraulica, si differenziano varie zone o tratti.

### Dalla sorgente alla provincia di Valencia
Come si è detto, la sorgente si situa nella zona dei Monti Universali, raccogliendo le acque di torrenti e canyon come quello della Sierra del Tremedal e della Sierra de Jabalón. A Tramacastilla riceve le acque del fiume Garganta.
Fino alla località di Gea de Albarracín, il fiume mantiene una temperatura e purezza di acque ideali per la riproduzione della trota autoctona.
Nella città di Teruel, riceve le acque del fiume Alfambra, uno dei principali affluenti, nonostante il fatto che in epoche di siccità diminuisca considerevolmente l'apporto. Fino a questo punto viene chiamato Guadalaviar, e da qui in avanti riceve anche il nome di Turia.
A Villel riceve le acque del fiume Camarena e già nel Rincón de Ademuz, provincia di Valencia, ha per affluenti i fiumi Riodeva, Ebrón e Bohílgues.
Abbandona il Rincón de Ademuz per entrare a Santa Cruz de Moya, provincia di Cuenca, dove si unisce alle acque salmastre del fiume Arcos.
Poco oltre il passaggio per Las Rinconadas, il letto passa sotto un maestoso ponte costruito a metà del XX secolo, passato il quale entra nuovamente nella provincia di Valencia.

### Passaggio per le comarche dell'alto Turia
Il terreno impedisce lo sfruttamento dell'acqua, dato che il fiume scorre incassato in diverse gole, rendendo difficile l'accesso al suo letto.
Ciononostante, inizia il suo maggiore sfruttamento per l'irrigazione con il Canal Campo de Turia che irriga le zone di Llíria, Casinos e Bétera.
Più a valle si unisce con gli affluenti Sot e Chera, che per portata sono più simili a dei torrenti che a dei fiumi, pur essendo riconosciuti come tali.

### Il Parco Naturale del Turia nella Huerta valenciana
A partire da qui vengono irrigati più di 12.000 ha con le acque del Turia nelle comarche del Camp de Túria e della Huerta de Valencia (Horta de València in valenciano, letteralmente il "[frutteto/orto/giardino] di Valencia").
Vi sono vari progetti su questa zona, tanto di urbanizzazione come di protezione dell'ambiente, essendovi stato creato il parco naturale che è uno dei più grandi parchi naturali urbani.
Il parco naturale comprende 15 comuni dove passa il fiume Turia dalla città di Valencia fino a Pedralba, passando per Mislata, Quart de Poblet, Manises, Paterna, Riba-roja de Túria, L'Eliana, La Pobla de Vallbona, San Antonio de Benagéber, Benaguasil, Llíria, Vilamarxant e Cheste.

### La foce nella città di Valencia
Sono famose le piene, in particolare quella del 14 ottobre 1957, conosciuta come Gran riada de Valencia, che con una portata di 3.700 m³/s inondò gran parte della città di Valencia provocando il caos tra la popolazione.
Questo evento condusse ad un progetto per deviare il corso dell'acqua che consentisse di evitare successive inondazioni ed allo stesso tempo di rilanciare la crescita della città. Venne quindi costruito un nuovo alveo artificiale a sud della città, conosciuto come Plan Sur; tale letto apparentemente è secco, dato che vi scorre acqua solo durante le piene, mentre le portate ordinarie si utilizzano per l'irrigazione della Vega de Valencia nelle prese dei fossi dall'Azud del Repartiment.
L'antico letto che passa per la zona centrale della città è stato convertito in spazio ludico-culturale, il Jardí del Túria, dove si possono trovare grandi spazi verdi, zone sportive, sale per esposizioni, auditorium aperti e la Ciutat de les Arts i les Ciències.

## Dati idrografici e infrastrutture
Il regime è mediterraneo e presenta una portata scarsa, con una media di 14 m³/s a Vilamarxant, a monte di Valencia.

## Bacini e dighe
- Lago dell'Arquillo de San Blas, di 21 hm³
- Diga di los Alcamines, (in costruzione), di 16 hm³
- Lago di Benagéber, di 221 hm³
- Lago di Loriguilla, di 73 hm³